# The Lizzie McGuire Movie
The Lizzie McGuire Movie este o comedie bazată pe serialul Disney Lizzie McGuire, care a fost lansat pe 2 mai 2003 de Walt Disney Pictures. Acțiunea filmului are loc în jurul personajului principal, Lizzie (interpretată de Hilary Duff), care a absolvit școala generală și pleacă împreună cu clasa într-o excursie la Roma. 
Format:Jim Fall